# بایو کانتری کلاب (لوئیزیانا)
بایو کانتری کلاب (به انگلیسی: Bayou Country Club) یک منطقهٔ مسکونی در ایالات متحده آمریکا است که در لوئیزیانا واقع شده‌است. بایو کانتری کلاب ۱٬۳۹۶ نفر جمعیت دارد و ۲٫۱۳ متر بالاتر از سطح دریا واقع شده‌است.